# Minho
« Miño » redirige ici. Pour les autres significations, voir Minho (homonymie).
Le Minho (prononcé en portugais : [ˈmi.ɲu]) ou Miño (prononcé en espagnol : [ˈmiɲo]) est un fleuve du Nord-Ouest de l'Espagne et du Portugal, pays dont il marque la frontière. Il traverse les provinces galiciennes de Lugo, Ourense et Pontevedra.
Sa longueur est de 318 km et il draine un bassin de 17 600 km2. Il est navigable sur ses 33 derniers kilomètres.

## Géographie
Le río Miño constitue la frontière entre Espagne et Portugal sur la dernière partie de son cours, depuis Melgaço jusqu'à Caminha, sur une longueur de 77 km. Il porte le nom de Miño en castillan et en galicien, Minho en portugais. Les deux noms viennent du latin Minius.
La source du Miño se trouve à 33 km au nord-est de Lugo en Galice à 695 mètres d'altitude, sur le territoire de la commune de Meira dans un endroit appelé Pedregal de Irimia. Le fleuve passe juste au sud des murs de la vieille ville romaine et coule vers le sud par des gorges jusqu'à ce que la vallée s'élargisse au nord d'Ourense. Son cours supérieur est classé en réserve de biosphère. Il passe au pied de Portomarín où il coupe l'itinéraire moderne du Camino francés du Pèlerinage de Saint-Jacques-de-Compostelle.
À Peares (20 kilomètres au nord d'Ourense), il reçoit les eaux de son affluent principal, le Sil. Passant Ourense, le fleuve entre dans une direction sud-ouest jusqu'à atteindre la frontière portugaise près de Melgaço.
La vallée est une zone agricole abondante et verte où chaque mètre carré de terre est employé pour produire le maïs, les pommes de terre, le chou, ou des pâturages.
Le fleuve se jette dans l'Océan Atlantique entre A Guarda (Pontevedra) et Caminha.

## Barrages
- Belesar,
- Peares,
- Velle,
- Castrelo y Frieira.

## Affluents principaux

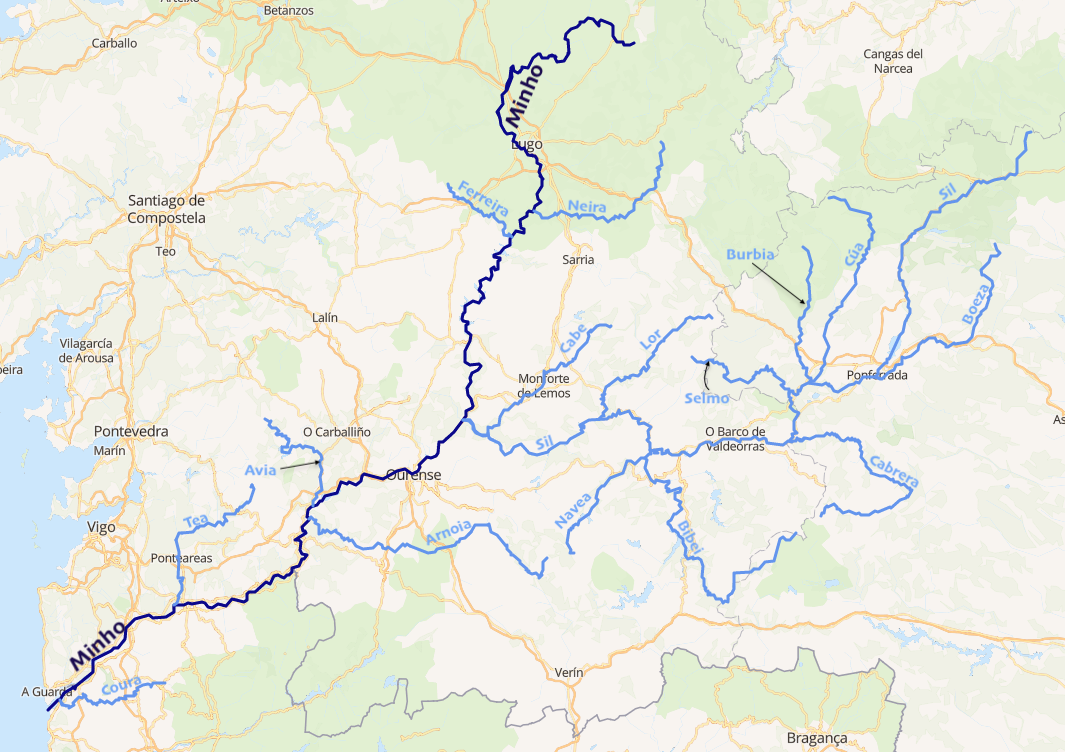
Cours du Minho et des principaux cours d'eau de son bassin (carte interactive).

- Sil,
- Neira,
- Avia,
- Barbantiño,
- Búbal.

## Hydrométrie - Les débits mensuels à Foz do Minho
Le débit du Minho a été observé sur une période de 9 ans (1976-1984), à Foz do Minho, localité située au Portugal, non loin de son embouchure dans l'océan .
Le Minho est un fleuve abondant. Le module du fleuve à Foz do Minho est de 313 mètres cubes par seconde pour une surface prise en compte de 15 457 kilomètres carrés, soit la presque totalité du bassin versant du fleuve. La lame d'eau écoulée dans le bassin se monte de ce fait à 640 millimètres annuellement, ce qui est relativement élevé.
Le Minho présente des fluctuations saisonnières de débit assez fortes. Les hautes eaux se déroulent en hiver, de décembre à mars inclus (avec un sommet très net en février), et se caractérisent par des débits mensuels moyens allant de 435 à 669 m3/s. Dès fin mars, le débit diminue progressivement ce qui mène aux basses eaux d'été qui ont lieu de juillet à septembre, avec une baisse du débit mensuel moyen jusqu'au niveau de 105 m3/s au mois d'août, ce qui reste fort consistant. Ces fluctuations de débit sont plus importantes selon les années, ou calculées sur de courtes périodes.

Le débit moyen mensuel observé en août (minimum d'étiage) atteint 105 m3/s, soit plus ou moins 16 % du débit moyen du mois de février (maximum de l'année), ce qui souligne l'amplitude assez élevée des variations saisonnières.
Sur la période d'observation de 9 ans, le débit mensuel minimal a été de 11,5 m3/s en août 1976 - année de sécheresse mémorable sur l'Europe de l'ouest -, tandis que le débit mensuel maximal s'est élevé à 1 830 m3/s en février 1977.

## Photographies

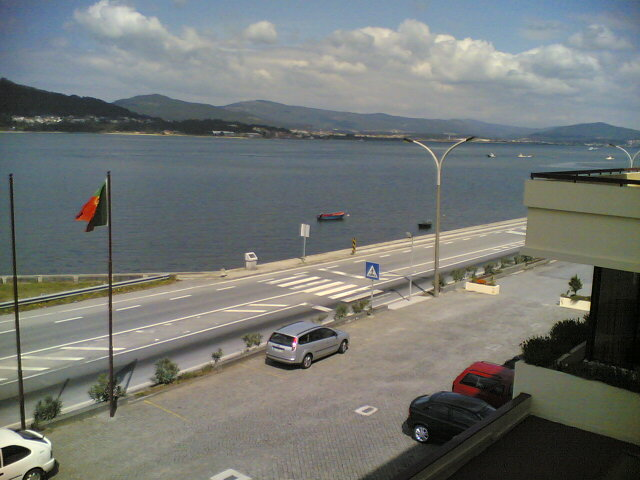
Le Minho vu depuis la rive portugaise près de son embouchure
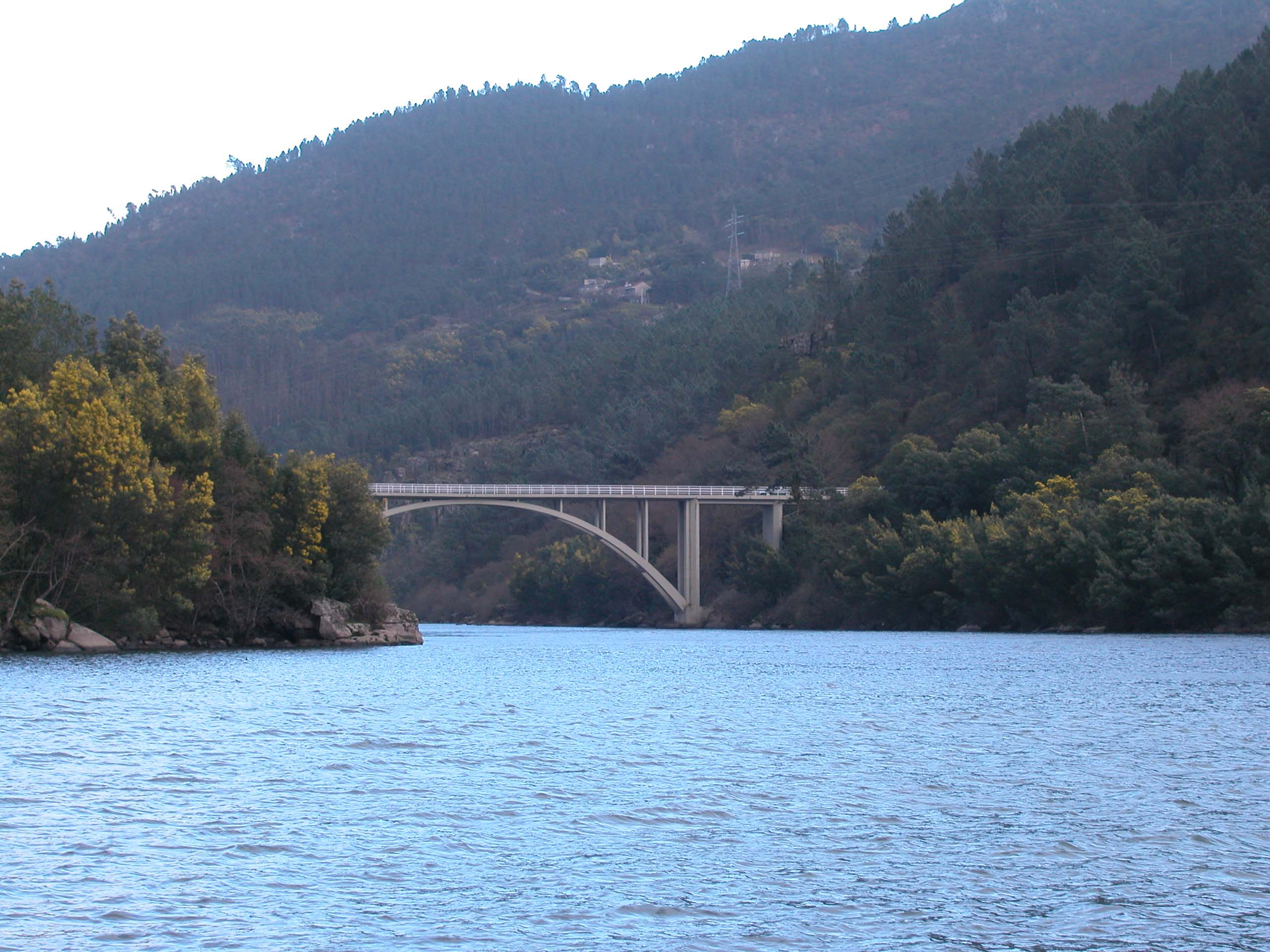
La confluence du Río Avia dans le Miño, en Galice
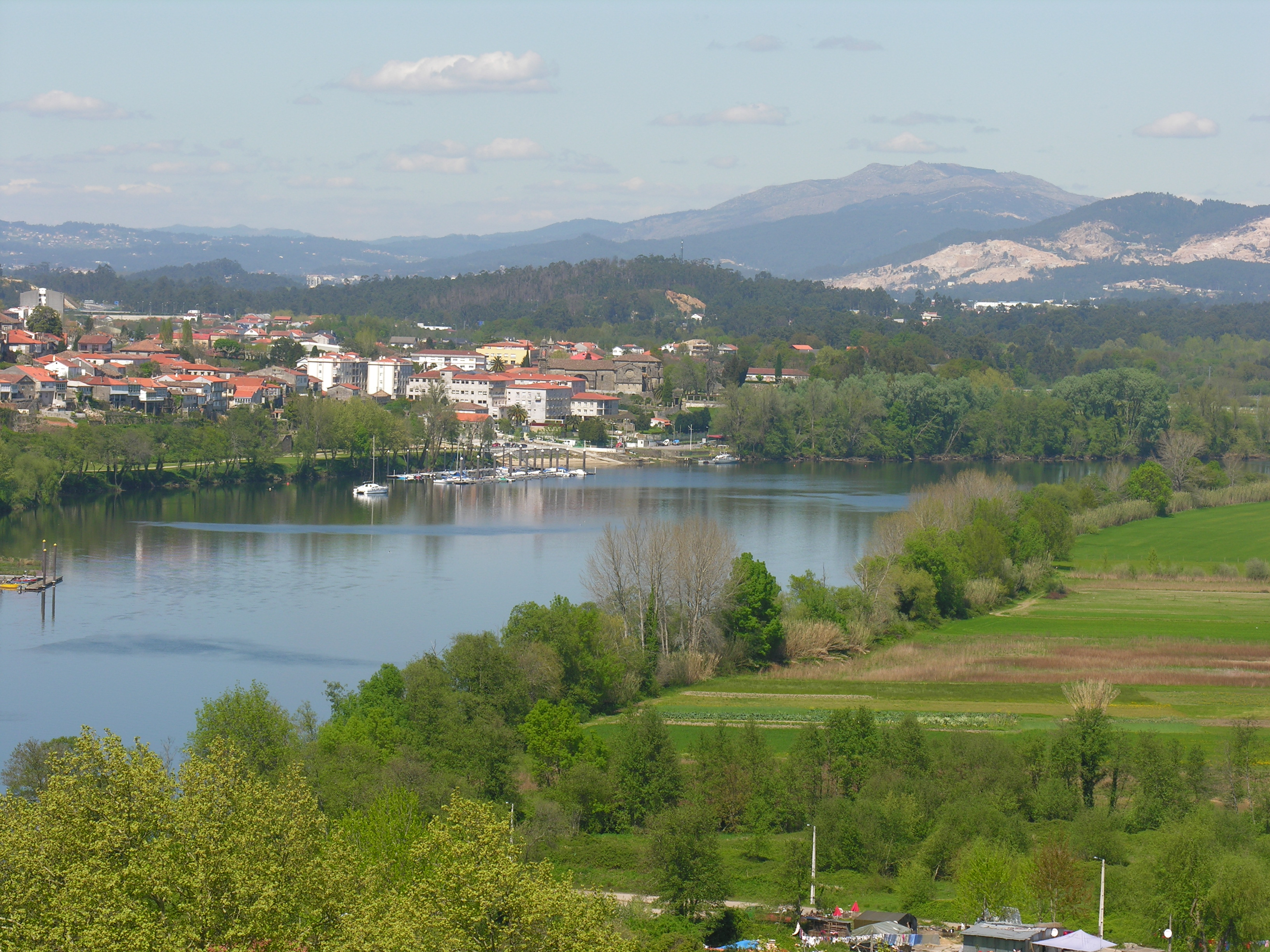
La ville galicienne de Tui vue depuis la rive portugaise
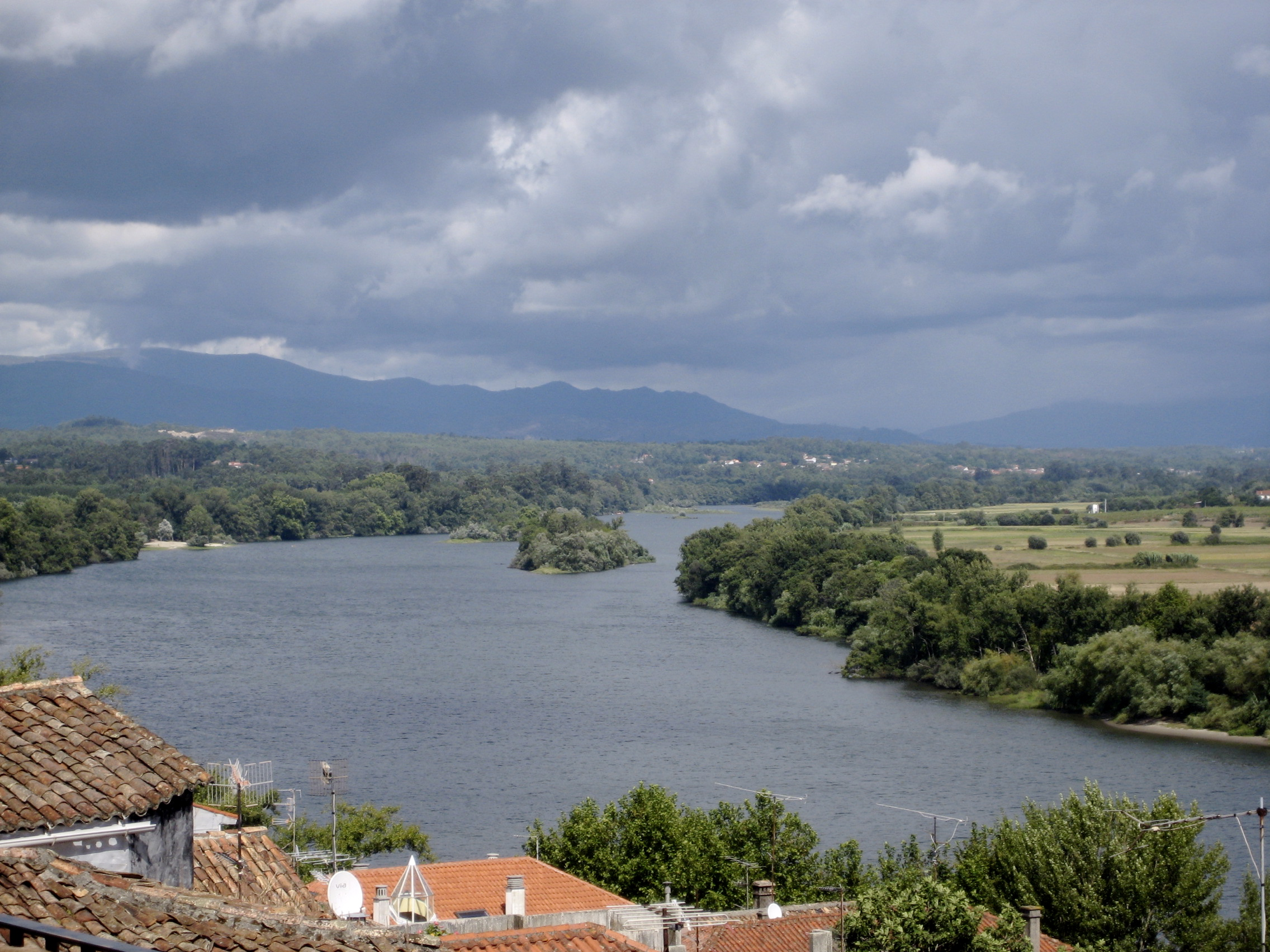
Le fleuve vu depuis Tui
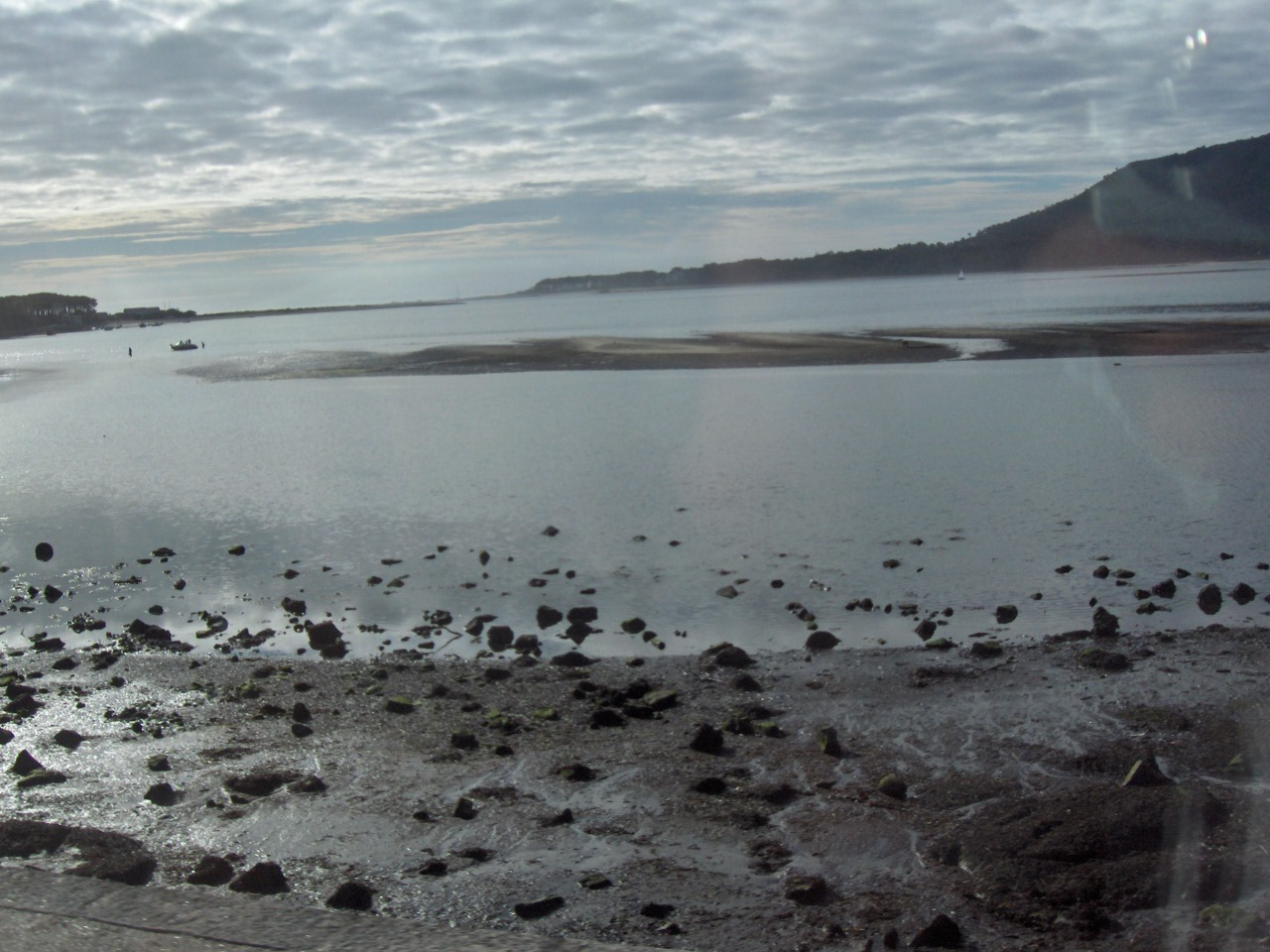
L'estuaire
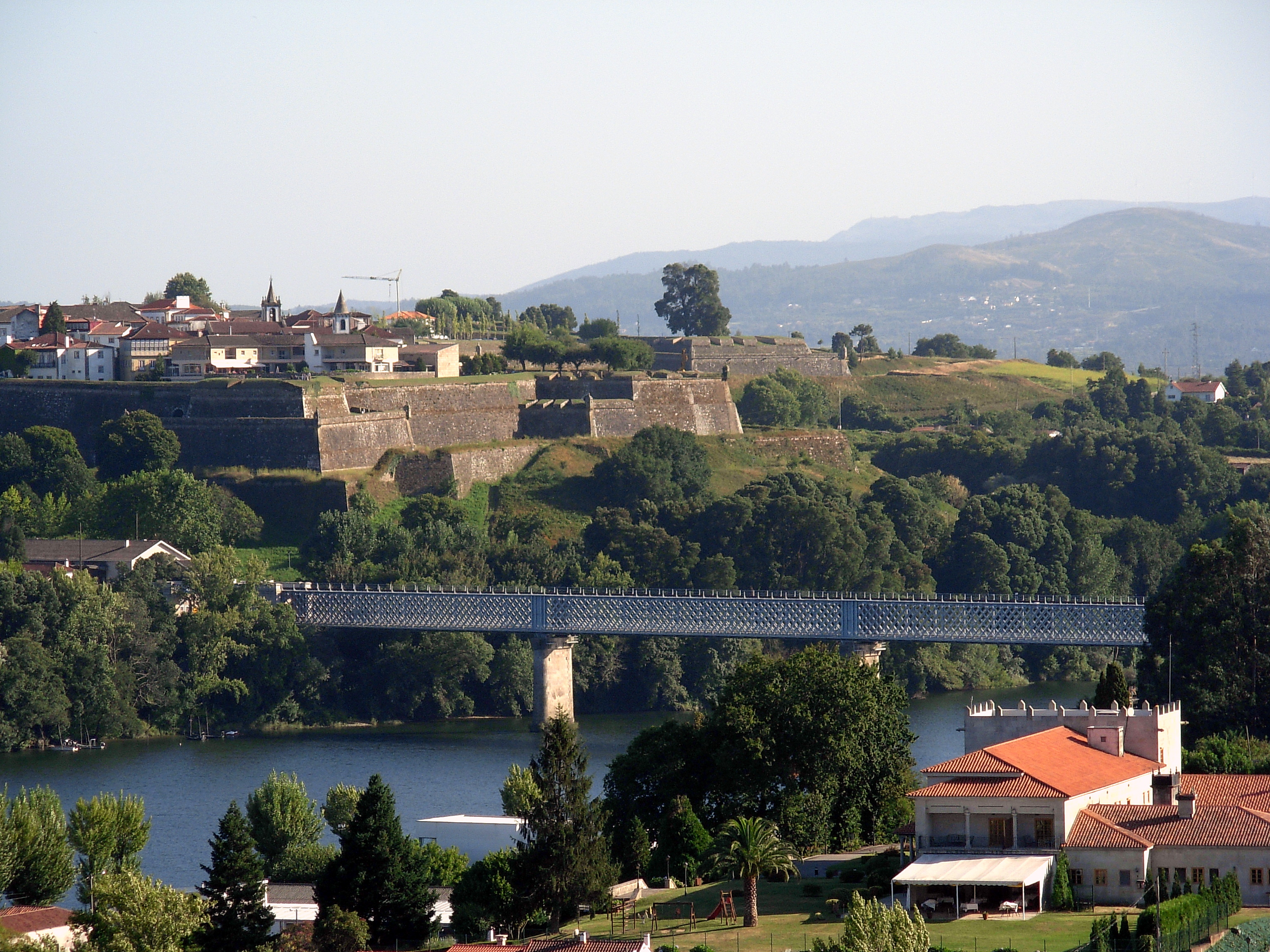
Le fleuve et la ville portugaise de Valença
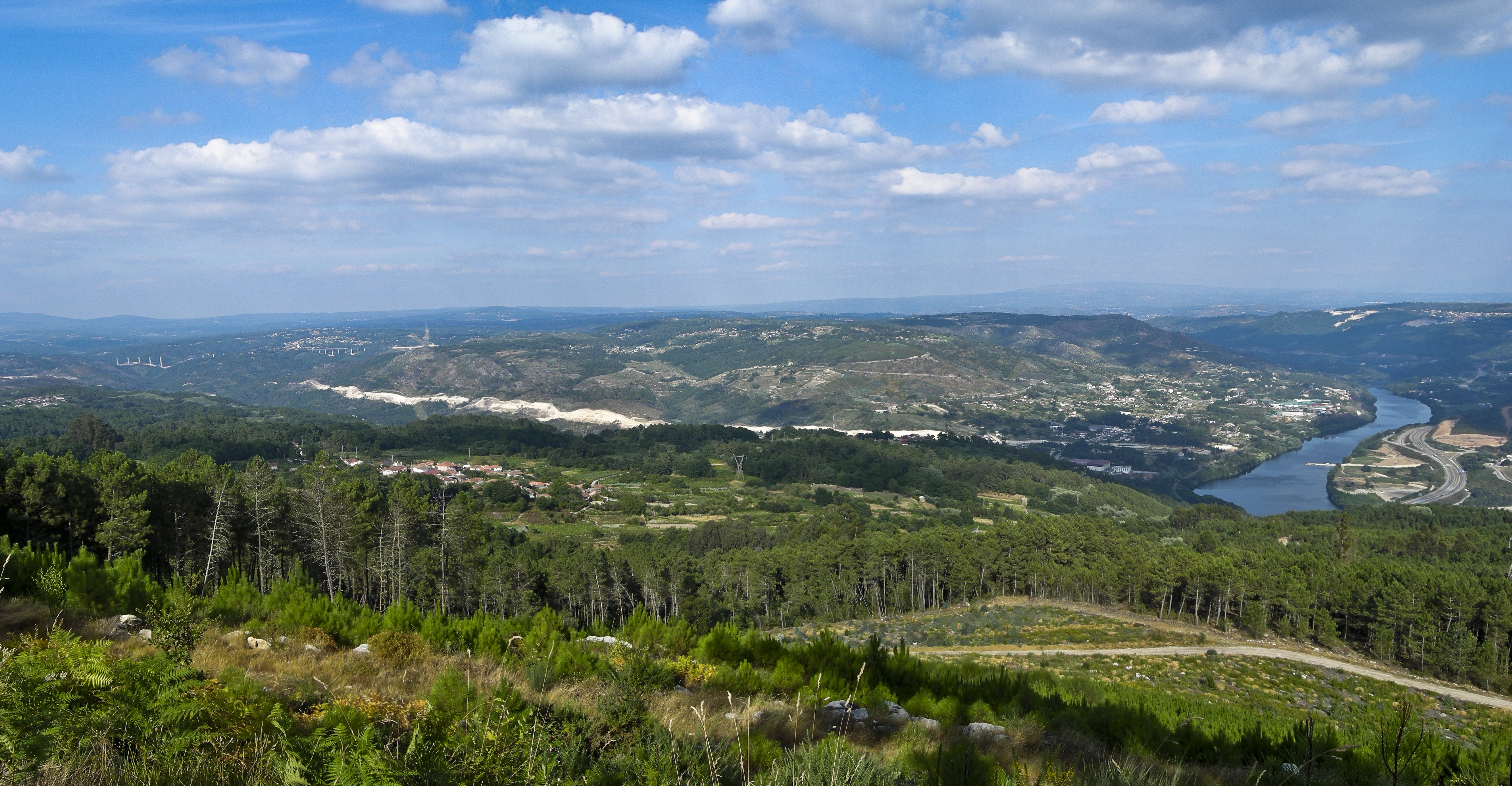
Depuis San Trocado
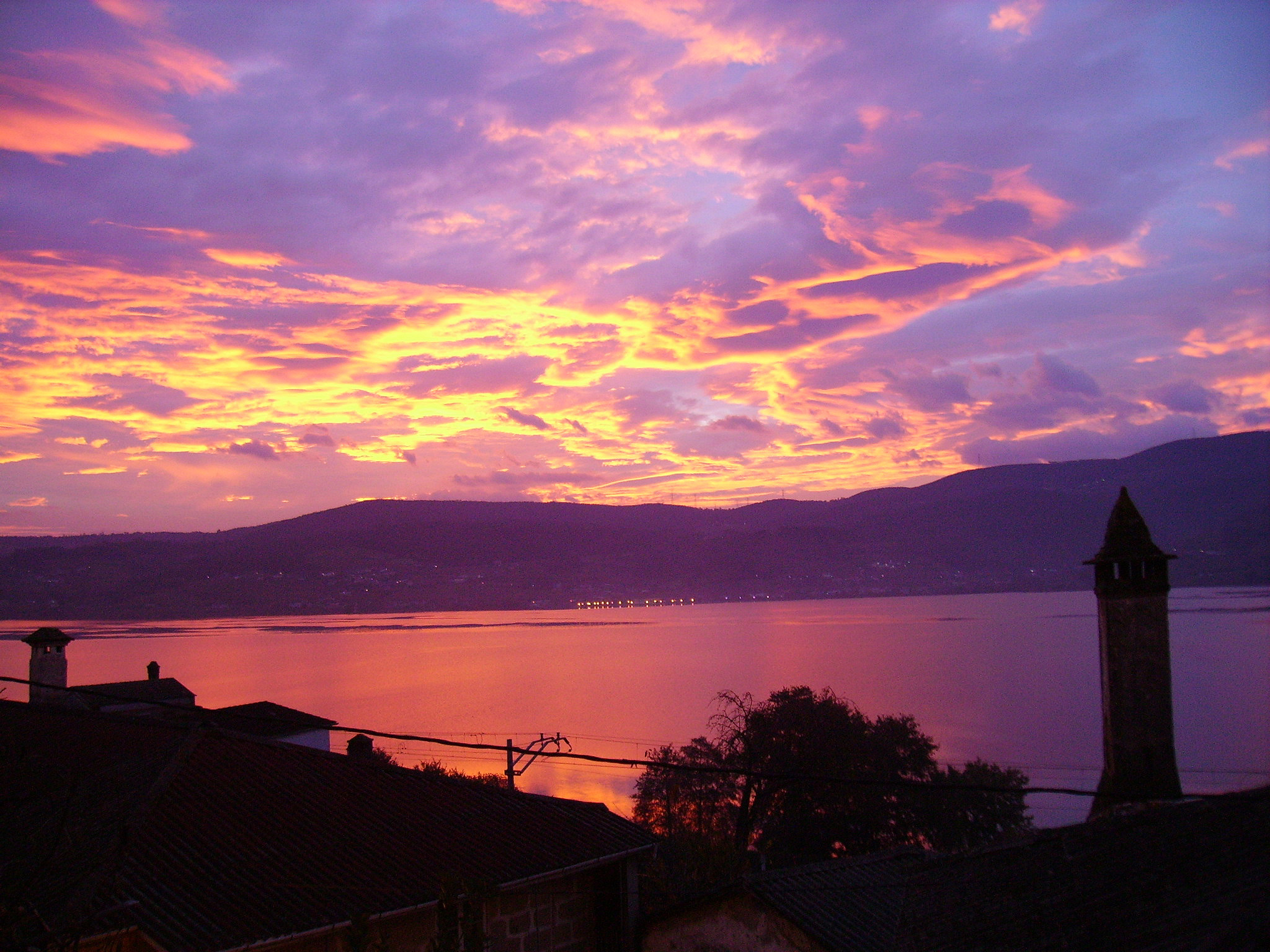